# Meschduscharski
Meschduscharski (russisch Междушарский остров) ist die drittgrößte Insel des zu Russland gehörenden Nowaja-Semlja-Archipels im Arktischen Ozean. Sie gehört administrativ zur Oblast Archangelsk und ist unbewohnt.

## Geographie
Meschduscharski liegt 2 km vor der Südwestküste der deutlich größeren Südinsel Nowaja Semljas und somit in der Barentssee. Die Insel ist etwa 53 km lang, bis zu 25 km breit und weist eine Fläche von 742 km² auf.
Die Landschaft der nur bis rund 100 m hohen Insel ist von mit vielen kleinen Seen und Teichen durchsetzter Tundra geprägt.